# 日曜アニメ劇場
『日曜アニメ劇場』（にちようアニメげきじょう、Sunday Animation Theater）は、2020年（令和2年）10月4日からBS12 トゥエルビ（ワールド・ハイビジョン・チャンネル）にて毎週日曜日に放送されているアニメ専門番組。

## 概要
基本的には劇場用アニメの放送を主とするが、TVスペシャルやOVA、テレビアニメの編集版なども放送される。また、不定期でアニソンライブも放送されるとしているが、本枠の放送が開始されて以来、2024年（令和6年）1月現在までにおいて放送した実績は無く、その予定も立てられていない。実写・特撮作品が放送される場合もあるが、特別な場合を除き、これらも「日曜アニメ劇場」の名称にて放送している。特別企画の例としては「BS12 アニメの夏っ！」や「日曜ゴジラ劇場」と改題して放送した事例がある（詳細は後述）。
基本的には日曜日の19:00 - 21:00の枠に放送されるが、アニメの長さに合わせて放送時間の縮小や拡大され、短い作品の場合は2作放送の2部構成の方式を採る場合もあるが、そのような方式を採らずに19:00 - 20:00の1時間枠で早々に切り上げた事例もある。ストーリーの意味合いや演出が変わることを避けるため、出来るだけシーンの編集（カット）は行っていないが、放送枠の都合やエンドロール、演出・表現などが現代の放送基準に抵触する場合、割愛してもストーリーの主題が成立すると判断した部分についてはシーンのカットが行われるとしている。
不定期ではあるが19:00枠の後の21:00 - 21:55の枠でも放送されることがある。
上述のように、劇場用アニメを中心にTVスペシャルやOVA、テレビアニメの編集版など、年代を問わずに幅広くさまざまな作品を放送するとしており、BS12 トゥエルビの広報宣伝部や編成部担当者によると、公式ホームページに寄せられた視聴者の意見・感想や放送を元にライターが執筆したこたつ記事の反応などを今後の放送作品の参考にしているとしている。Yahoo!ニュース内のコメント（ヤフコメ）についてもチェックしているという。
しかし、やや偏っており、過去に放送された作品が数ヶ月以内という極めて短期間の間に再放送される傾向にある。たとえば、初回放送作品となった劇場版『銀河鉄道999』は2023年11月12日放送分で5回目の放送となる。他にも既に3回放送されている作品が少なくない。
2023年12月より「日曜シネマ劇場」が新たに設けられ、放送作品により「日曜アニメ劇場」と「日曜シネマ劇場」が使い分けられることになった。
最近は劇場用映画よりも『ルパン三世』シリーズに代表されるようなテレビスペシャルを多く放送する傾向にある。
なお、スタジオジブリ作品については日本テレビ放送網が『金曜ロードショー』枠にて独占的に放送権を有している関係上、本枠で放送された事例は無い。

## 放送リスト
| #  | 放送日   | 放送時間      | タイトル                                                 | 備考                   |
| -- | -------- | ------------- | -------------------------------------------------------- | ---------------------- |
| 1  | 10月4日  | 19:00 - 21:22 | 劇場版 銀河鉄道999                                       |                        |
| 2  | 10月11日 | 19:00 - 20:45 | 文豪ストレイドッグス DEAD APPLE                          |                        |
| 3  | 10月18日 | 19:00 - 20:45 | 劇場版 どうぶつの森                                      | 再放送                 |
| 4  | 10月25日 | 19:00 - 21:00 | 彼女と彼女の猫 -Everything Flows- 完全版                 | TVシリーズの特別編集版 |
| 4  | 10月25日 | 19:00 - 21:00 | 雲のように風のように                                     | TVスペシャル・再放送   |
| 5  | 11月1日  | 19:00 - 21:00 | 劇場版MAJOR メジャー 友情の一球                          |                        |
| 6  | 11月8日  | 19:00 - 20:55 | 劇場版 はいからさんが通る 前編 〜紅緒、花の17歳〜        |                        |
| 7  | 11月15日 | 19:00 - 21:00 | 劇場版 はいからさんが通る 後編 〜花の東京大ロマン〜      |                        |
| 8  | 11月22日 | 19:00 - 21:00 | 図書館戦争 革命のつばさ                                  |                        |
| 9  | 11月29日 | 19:00 - 21:15 | 劇場版 ソードアート・オンライン -オーディナル・スケール- |                        |
| 10 | 12月6日  | 19:00 - 21:00 | 茄子 アンダルシアの夏                                    |                        |
| 10 | 12月6日  | 19:00 - 21:00 | 茄子 スーツケースの渡り鳥                                | OVA                    |
| 11 | 12月13日 | 19:00 - 21:00 | サカサマのパテマ                                         |                        |
| 12 | 12月20日 | 19:00 - 21:00 | ねらわれた学園                                           |                        |
| 13 | 12月27日 | 19:00 - 20:50 | マイマイ新子と千年の魔法                                 |                        |

| #  | 放送日   | 放送時間      | タイトル                                               | 備考                            |
| -- | -------- | ------------- | ------------------------------------------------------ | ------------------------------- |
| 14 | 1月3日   | 19:00 - 20:55 | こちら葛飾区亀有公園前派出所 TVスペシャル (SP1)        | TVスペシャル                    |
| 15 | 1月10日  | 19:00 - 21:00 | ルパン三世VS名探偵コナン                               | TVスペシャル                    |
| 16 | 1月17日  | 19:00 - 20:55 | 魔女っこ姉妹のヨヨとネネ                               |                                 |
| 17 | 1月24日  | 19:00 - 20:20 | 劇場版 花咲くいろは HOME SWEET HOME                    |                                 |
| 18 | 1月31日  | 19:00 - 21:20 | 劇場版 銀河鉄道999                                     | 再放送                          |
| 19 | 2月7日   | 19:00 - 20:50 | パプリカ                                               |                                 |
| 20 | 2月14日  | 19:00 - 21:00 | メトロポリス                                           |                                 |
| 21 | 2月21日  | 19:00 - 20:40 | GHOST IN THE SHELL / 攻殻機動隊2.0                     |                                 |
| 22 | 2月28日  | 19:00 - 21:15 | 王立宇宙軍 オネアミスの翼                              |                                 |
| 23 | 3月7日   | 19:00 - 20:50 | ルパン三世 princess of the breeze 〜隠された空中都市〜 | TVスペシャル                    |
| 24 | 3月14日  | 19:00 - 20:50 | 夜は短し歩けよ乙女                                     |                                 |
| 25 | 3月21日  | 19:00 - 21:00 | 空の青さを知る人よ                                     |                                 |
| 26 | 3月28日  | 19:00 - 20:55 | イノセンス                                             |                                 |
| 27 | 4月4日   | 19:00 - 20:55 | 赤毛のアン グリーンゲーブルズへの道                    |                                 |
| 28 | 4月11日  | 19:00 - 20:55 | 機動戦士Zガンダム -星を継ぐ者-                         |                                 |
| 29 | 4月18日  | 19:00 - 20:55 | 機動戦士ZガンダムII -恋人たち-                         |                                 |
| 30 | 4月25日  | 19:00 - 20:55 | 機動戦士ZガンダムIII -星の鼓動は愛-                    |                                 |
| 31 | 5月9日   | 19:00 - 21:00 | サカサマのパテマ                                       | 再放送                          |
| 32 | 5月16日  | 19:00 - 20:50 | マイマイ新子と千年の魔法                               | 再放送                          |
| 33 | 5月23日  | 19:00 - 20:55 | 劇場版 あの日見た花の名前を僕達はまだ知らない。        |                                 |
| 34 | 5月30日  | 19:00 - 21:15 | 心が叫びたがってるんだ。                               |                                 |
| 35 | 6月6日   | 19:00 - 20:45 | 新機動戦記ガンダムW Endless Waltz 特別篇               |                                 |
| 36 | 6月13日  | 19:00 - 20:45 | ザブングル グラフィティ                                |                                 |
| 37 | 6月20日  | 19:00 - 20:20 | こちら葛飾区亀有公園前派出所 TVスペシャル (SP16)       | TVスペシャル                    |
| 37 | 6月20日  | 20:20 - 20:55 | 台風のノルダ                                           | 再放送                          |
| 38 | 6月27日  | 19:00 - 21:00 | メトロポリス                                           | 再放送                          |
| 39 | 7月4日   | 19:00 - 20:50 | ルパン三世 princess of the breeze 〜隠された空中都市〜 | 再放送                          |
| 40 | 7月25日  | 19:00 - 21:00 | ルパン三世VS名探偵コナン                               | 再放送                          |
| 41 | 8月1日   | 19:00 - 20:45 | 東のエデン 劇場版I The King of Eden                    |                                 |
| 42 | 8月8日   | 19:00 - 20:55 | 東のエデン 劇場版II Paradise Lost                      |                                 |
| 43 | 8月15日  | 19:00 - 21:15 | サマーウォーズ                                         | ノーカット放送                  |
| 44 | 8月22日  | 19:00 - 20:55 | イノセンス                                             | 再放送                          |
| 45 | 9月12日  | 19:00 - 20:50 | 龍の歯医者                                             | TVアニメ 2話連続放送            |
| 46 | 9月19日  | 19:00 - 21:15 | 心が叫びたがってるんだ。                               | 再放送                          |
| 47 | 9月26日  | 19:00 - 20:55 | 劇場版 あの日見た花の名前を僕達はまだ知らない。        | 再放送                          |
| 48 | 10月3日  | 19:00 - 21:00 | ルパン三世 カリオストロの城                            | デジタルリマスター版            |
| 49 | 10月10日 | 19:00 - 21:15 | 超時空要塞マクロス 愛・おぼえていますか                | HDリマスター&完全版エンディング |
| 50 | 10月17日 | 19:00 - 20:45 | 機動戦士ガンダムNT                                     |                                 |
| 51 | 10月24日 | 19:00 - 20:55 | 機動警察パトレイバー the Movie                         | オリジナルサウンド版            |
| 52 | 10月31日 | 19:00 - 21:15 | 機動警察パトレイバー 2 the Movie                       | オリジナルサウンド版            |
| 53 | 11月7日  | 19:00 - 20:55 | ルパン三世 バイバイ・リバティー・危機一発!             | TVスペシャル                    |
| 54 | 11月14日 | 19:00 - 21:25 | 宇宙戦艦ヤマト2199 追憶の航海                          |                                 |
| 55 | 11月21日 | 19:00 - 21:15 | 宇宙戦艦ヤマト2199 星巡る方舟                          |                                 |
| 56 | 11月28日 | 19:00 - 21:15 | さよならの朝に約束の花をかざろう                       |                                 |
| 57 | 12月5日  | 19:00 - 20:45 | ルパン三世 ヘミングウェイ・ペーパーの謎                | TVスペシャル                    |
| 58 | 12月12日 | 19:00 - 20:55 | 劇場版シティーハンター 新宿プライベート・アイズ        |                                 |
| 59 | 12月19日 | 19:00 - 20:50 | 東京ゴッドファーザーズ                                 |                                 |

| #   | 放送日   | 放送時間      | タイトル                                                            | 備考                                           |
| --- | -------- | ------------- | ------------------------------------------------------------------- | ---------------------------------------------- |
| 60  | 1月2日   | 19:00 - 20:50 | ルパン三世 ナポレオンの辞書を奪え                                   | TVスペシャル                                   |
| 61  | 1月9日   | 19:00 - 20:50 | 機動戦士ガンダム00 スペシャルエディションI ソレスタルビーイング     | TVシリーズの特別編集版                         |
| 62  | 1月16日  | 19:00 - 20:50 | 機動戦士ガンダム00 スペシャルエディションII エンド・オブ・ワールド  | TVシリーズの特別編集版                         |
| 63  | 1月23日  | 19:00 - 20:50 | 機動戦士ガンダム00 スペシャルエディションIII リターン・ザ・ワールド | TVシリーズの特別編集版                         |
| 64  | 1月30日  | 19:00 - 21:20 | 劇場版 機動戦士ガンダム00 -A wakening of the Trailblazer-           |                                                |
| 65  | 2月6日   | 19:00 - 20:45 | ルパン三世 ロシアより愛をこめて                                     | TVスペシャル                                   |
| 66  | 2月13日  | 19:00 - 21:25 | クラッシャージョウ                                                  | HDリマスター版                                 |
| 67  | 2月20日  | 19:00 - 21:25 | スチームボーイ                                                      |                                                |
| 68  | 2月27日  | 19:00 - 21:15 | サマーウォーズ                                                      | 再放送                                         |
| 69  | 3月6日   | 19:00 - 21:00 | 劇場版 鋼の錬金術師 シャンバラを征く者                              |                                                |
| 70  | 3月13日  | 19:00 - 21:10 | 鋼の錬金術師 嘆きの丘の聖なる星                                     |                                                |
| 71  | 3月20日  | 19:00 - 20:00 | 装甲騎兵ボトムズ ザ・ラストレッドショルダー                         | OVA・HDリマスター版 エピローグをカットして放送 |
| 72  | 3月27日  | 19:00 - 21:15 | おおかみこどもの雨と雪                                              |                                                |
| 73  | 4月3日   | 19:00 - 21:25 | 劇場版 銀河鉄道999                                                  | 再放送                                         |
| 74  | 4月10日  | 19:00 - 21:30 | さよなら銀河鉄道999 アンドロメダ終着駅                              |                                                |
| 75  | 4月17日  | 19:00 - 21:10 | 映画 ハイ☆スピード!-Free! Starting Days-                            |                                                |
| 76  | 4月24日  | 19:00 - 20:50 | ルパン三世 ルパン暗殺指令                                           | TVスペシャル                                   |
| 77  | 5月1日   | 19:00 - 20:55 | 機動警察パトレイバー the Movie                                      | 再放送                                         |
| 78  | 5月8日   | 19:00 - 21:15 | 機動警察パトレイバー 2 the Movie                                    | 再放送                                         |
| 79  | 5月15日  | 19:00 - 20:55 | WXIII 機動警察パトレイバー                                          |                                                |
| 80  | 5月22日  | 19:00 - 20:50 | 東京ゴッドファーザーズ                                              | 再放送                                         |
| 81  | 5月29日  | 19:00 - 20:50 | ルパン三世 燃えよ斬鉄剣                                             | TVスペシャル                                   |
| 82  | 6月5日   | 19:00 - 21:30 | DEATH NOTE リライト 幻視する神                                      | TVシリーズの特別編集版                         |
| 83  | 6月12日  | 19:00 - 20:55 | DEATH NOTE リライト2 Lを継ぐ者                                      | TVシリーズの特別編集版                         |
| 84  | 6月19日  | 19:00 - 21:20 | 機動戦士ガンダム0083 ジオンの残光                                   |                                                |
| 85  | 6月26日  | 19:00 - 20:50 | ルパン三世 ハリマオの財宝を追え!!                                   | TVスペシャル                                   |
| 86  | 7月3日   | 19:00 - 21:25 | クラッシャージョウ                                                  | 再放送                                         |
| 87  | 7月10日  | 20:00 - 21:56 | 劇場版 響け!ユーフォニアム〜誓いのフィナーレ〜                      |                                                |
| 88  | 7月24日  | 19:00 - 21:25 | スチームボーイ                                                      | 再放送                                         |
| 89  | 7月31日  | 19:00 - 20:50 | ルパン三世 トワイライト☆ジェミニの秘密                              | TVスペシャル                                   |
| 90  | 8月7日   | 19:00 - 20:50 | 千年女優                                                            |                                                |
| 91  | 8月21日  | 19:00 - 21:30 | 宇宙戦艦ヤマト2199 追憶の航海                                       | 再放送                                         |
| 92  | 8月28日  | 19:00 - 21:15 | 宇宙戦艦ヤマト2199 星巡る方舟                                       | 再放送                                         |
| 93  | 9月4日   | 19:00 - 21:20 | 「宇宙戦艦ヤマト」という時代 西暦2202年の選択                       |                                                |
| 94  | 9月11日  | 19:00 - 21:15 | おおかみこどもの雨と雪                                              | 再放送                                         |
| 95  | 9月18日  | 19:00 - 21:30 | 劇場版 銀河鉄道999                                                  | 再放送                                         |
| 96  | 9月25日  | 19:00 - 21:30 | さよなら銀河鉄道999 アンドロメダ終着駅                              | 再放送                                         |
| 97  | 10月2日  | 19:00 - 20:50 | めぞん一刻 移りゆく季節の中で                                       | TVシリーズの特別編集版 デジタルリマスターHD版  |
| 98  | 10月9日  | 19:00 - 20:50 | ルパン三世 ワルサーP38                                              | TVスペシャル                                   |
| 99  | 10月16日 | 19:00 - 20:50 | ルパン三世 炎の記憶〜TOKYO CRISIS〜                                 | TVスペシャル                                   |
| 100 | 10月23日 | 19:00 - 20:55 | WXIII 機動警察パトレイバー                                          | 再放送                                         |
| 101 | 10月30日 | 19:00 - 21:30 | DEATH NOTE リライト 幻視する神                                      | 再放送                                         |
| 102 | 11月6日  | 19:00 - 20:55 | DEATH NOTE リライト2 Lを継ぐ者                                      | 再放送                                         |
| 103 | 11月13日 | 19:00 - 20:50 | 時空の旅人                                                          |                                                |
| 104 | 11月20日 | 19:00 - 21:15 | カウボーイビバップ 天国の扉                                         |                                                |
| 105 | 11月27日 | 19:00 - 20:50 | ルパン三世 愛のダ・カーポ〜FUJIKO'S Unlucky Days〜                  | TVスペシャル                                   |
| 106 | 12月4日  | 19:00 - 21:00 | 劇場版 響け!ユーフォニアム〜誓いのフィナーレ〜                      | 再放送                                         |
| 107 | 12月11日 | 19:00 - 20:45 | シティーハンター 愛と宿命のマグナム                                 |                                                |
| 108 | 12月18日 | 19:00 - 20:50 | シティーハンター ベイシティウォーズ                                 |                                                |
| 108 | 12月18日 | 19:00 - 20:50 | シティーハンター 百万ドルの陰謀                                     |                                                |
| 109 | 12月25日 | 19:00 - 20:50 | ルパン三世 1$マネーウォーズ                                         | TVスペシャル                                   |

| #   | 放送日   | 放送時間      | タイトル                                                 | 備考                                                 |
| --- | -------- | ------------- | -------------------------------------------------------- | ---------------------------------------------------- |
| 110 | 1月8日   | 19:00 - 21:30 | わが青春のアルカディア                                   |                                                      |
| 111 | 1月15日  | 19:00 - 20:50 | 千年女優                                                 | 再放送                                               |
| 112 | 1月22日  | 19:00 - 20:50 | ガメラ 大怪獣空中決戦                                    | 特撮映画 4Kデジタル修復版 (2Kダウンコンバートで放送) |
| 113 | 1月29日  | 19:00 - 20:45 | ルパン三世 アルカトラズコネクション                      | TVスペシャル                                         |
| 114 | 2月5日   | 19:00 - 21:20 | 「宇宙戦艦ヤマト」という時代 西暦2202年の選択            | 再放送                                               |
| 115 | 2月12日  | 19:00 - 21:45 | SPACE BATTLESHIP ヤマト                                  | 実写映画                                             |
| 116 | 2月19日  | 19:00 - 21:00 | ガメラ2 レギオン襲来                                     | 特撮映画 4Kデジタル修復版 (2Kダウンコンバートで放送) |
| 117 | 2月26日  | 19:00 - 20:50 | ルパン三世 EPISODE:0 ファーストコンタクト                | TVスペシャル                                         |
| 118 | 3月5日   | 19:00 - 21:05 | ガメラ3 邪神覚醒                                         | 特撮映画 4Kデジタル修復版 (2Kダウンコンバートで放送) |
| 119 | 3月12日  | 19:00 - 21:15 | 劇場版 マクロスF 虚空歌姫 〜イツワリノウタヒメ〜         |                                                      |
| 120 | 3月19日  | 19:00 - 21:15 | 劇場版 マクロスF 恋離飛翼 〜サヨナラノツバサ〜           |                                                      |
| 121 | 3月26日  | 19:00 - 20:45 | ルパン三世 お宝返却大作戦!!                              | TVスペシャル                                         |
| 122 | 4月2日   | 19:00 - 21:30 | DEATH NOTE デスノート                                    | 実写映画                                             |
| 123 | 4月9日   | 19:00 - 21:45 | DEATH NOTE デスノート the Last name                      | 実写映画                                             |
| 124 | 4月16日  | 19:00 - 21:15 | カウボーイビバップ 天国の扉                              | 再放送                                               |
| 125 | 4月23日  | 19:00 - 20:50 | ルパン三世 盗まれたルパン 〜コピーキャットは真夏の蝶〜   | TVスペシャル                                         |
| 126 | 5月14日  | 19:00 - 20:55 | 劇場版 マジンガーZ / INFINITY                            |                                                      |
| 127 | 5月21日  | 19:00 - 21:35 | サイボーグ009 超銀河伝説                                 |                                                      |
| 128 | 5月28日  | 19:00 - 20:50 | ルパン三世 天使の策略 〜夢のカケラは殺しの香り〜         | TVスペシャル                                         |
| 129 | 6月4日   | 19:00 - 21:05 | 銀河鉄道999 エターナル・ファンタジー                     |                                                      |
| 129 | 6月4日   | 19:00 - 21:05 | 銀河鉄道999 永遠の旅人エメラルダス                       | TVスペシャル                                         |
| 130 | 6月18日  | 19:00 - 21:45 | SPACE BATTLESHIP ヤマト                                  | 再放送                                               |
| 131 | 6月25日  | 19:00 - 21:30 | わが青春のアルカディア                                   | 再放送                                               |
| 132 | 7月2日   | 19:00 - 20:50 | ルパン三世 セブンデイズ・ラプソディ                      | TVスペシャル                                         |
| 133 | 7月9日   | 19:00 - 20:50 | ルパン三世 霧のエリューシヴ                              | TVスペシャル                                         |
| 134 | 7月30日  | 19:00 - 21:00 | ヴイナス戦記                                             |                                                      |
| 135 | 8月13日  | 19:00 - 21:00 | スペースアドベンチャー コブラ                            |                                                      |
| 136 | 8月20日  | 19:00 - 21:05 | MEMORIES                                                 |                                                      |
| 137 | 8月27日  | 19:00 - 20:50 | ルパン三世 sweet lost night 〜魔法のランプは悪夢の予感〜 | TVスペシャル                                         |
| 138 | 9月3日   | 19:00 - 21:25 | 劇場版 マクロスF 虚空歌姫 〜イツワリノウタヒメ〜         | 再放送                                               |
| 139 | 9月10日  | 19:00 - 21:20 | 劇場版 マクロスF 恋離飛翼 〜サヨナラノツバサ〜           | 再放送                                               |
| 140 | 9月17日  | 19:00 - 20:55 | ルパン三世 the Last Job                                  | TVスペシャル                                         |
| 141 | 10月1日  | 19:00 - 20:30 | ルパン三世 風魔一族の陰謀                                | リマスター版                                         |
| 142 | 11月12日 | 19:00 - 21:30 | 劇場版 銀河鉄道999                                       | 再放送                                               |
| 143 | 11月19日 | 19:00 - 21:30 | さよなら銀河鉄道999 アンドロメダ終着駅                   | 再放送                                               |
| 144 | 11月26日 | 19:00 - 21:05 | 銀河鉄道999 エターナル・ファンタジー                     | 再放送                                               |
| 144 | 11月26日 | 19:00 - 21:05 | 銀河鉄道999 永遠の旅人エメラルダス                       | 再放送                                               |
| 145 | 12月17日 | 19:00 - 21:25 | 機動戦士ガンダム 逆襲のシャア                            |                                                      |
| 146 | 12月24日 | 19:00 - 21:25 | 機動戦士ガンダムF91                                      |                                                      |

| #   | 放送日   | 放送時間      | タイトル                                                                          | 備考                    |
| --- | -------- | ------------- | --------------------------------------------------------------------------------- | ----------------------- |
| 147 | 1月14日  | 19:00 - 20:50 | 機動戦士ガンダムSEED スペシャルエディション 虚空の戦場 HDリマスター               | TVシリーズの 特別編集版 |
| 148 | 1月21日  | 19:00 - 20:50 | 機動戦士ガンダムSEED スペシャルエディションII 遥かなる暁 HDリマスター             | TVシリーズの 特別編集版 |
| 149 | 1月28日  | 19:00 - 20:50 | 機動戦士ガンダムSEED スペシャルエディション完結編 鳴動の宇宙 HDリマスター         | TVシリーズの 特別編集版 |
| 150 | 2月4日   | 19:00 - 20:50 | 機動戦士ガンダムSEED DESTINY スペシャルエディション 砕かれた世界 HDリマスター     | TVシリーズの 特別編集版 |
| 151 | 2月11日  | 19:00 - 20:50 | 機動戦士ガンダムSEED DESTINY スペシャルエディションII それぞれの剣 HDリマスター   | TVシリーズの 特別編集版 |
| 152 | 2月18日  | 19:00 - 20:50 | 機動戦士ガンダムSEED DESTINY スペシャルエディションIII 運命の業火 HDリマスター    | TVシリーズの 特別編集版 |
| 153 | 2月25日  | 19:00 - 20:50 | 機動戦士ガンダムSEED DESTINY スペシャルエディション完結編 自由の代償 HDリマスター | TVシリーズの 特別編集版 |
| 154 | 3月24日  | 19:00 - 21:15 | 地球へ…                                                                           |                         |
| 155 | 3月31日  | 19:00 - 21:00 | ルパン三世VS名探偵コナン                                                          | 再放送                  |
| 156 | 4月7日   | 19:00 - 20:58 | 劇場版 ブラック・ジャック                                                         |                         |
| 157 | 5月26日  | 19:00 - 20:50 | ルパン三世 血の刻印 ～永遠のmermaid～                                             |                         |
| 158 | 6月2日   | 19:00 - 20:50 | ルパン三世 東方見聞録 ～アナザーページ～                                          |                         |
| 159 | 6月9日   | 19:00 - 20:50 | ルパン三世 princess of the breeze 〜隠された空中都市〜                            | 再放送                  |
| 160 | 6月16日  | 19:00 - 20:55 | 劇場版シティーハンター 新宿プライベート・アイズ                                   | 再放送                  |
| 161 | 6月30日  | 19:00 - 21:30 | 宇宙戦艦ヤマト2199 追憶の航海                                                     | 再放送                  |
| 162 | 7月7日   | 19:00 - 21:15 | 宇宙戦艦ヤマト2199 星巡る方舟                                                     | 再放送                  |
| 163 | 7月14日  | 19:00 - 20:45 | バリバリ伝説                                                                      |                         |
| 164 | 7月28日  | 19:00 - 22:00 | スラムダンク                                                                      |                         |
| 164 | 7月28日  | 19:00 - 22:00 | スラムダンク 全国制覇だ! 桜木花道                                                 |                         |
| 164 | 7月28日  | 19:00 - 22:00 | スラムダンク 湘北最大の危機! 燃えろ桜木花道                                       |                         |
| 164 | 7月28日  | 19:00 - 22:00 | スラムダンク 吠えろバスケットマン魂!! 花道と流川の熱き夏                          |                         |
| 165 | 9月1日   | 20:00 - 21:55 | ルパン三世 イタリアン・ゲーム                                                     | TVスペシャル            |
| 166 | 9月15日  | 19:00 - 20:55 | 劇場版 ブラック・ジャック                                                         | 再放送                  |
| 167 | 9月22日  | 19:00 - 21:00 | サイボーグ009VSデビルマン                                                         | OVA 3話連続放送 再放送  |
| 168 | 9月29日  | 19:00 - 21:00 | 劇場版 夏目友人帳 〜うつせみに結ぶ〜                                              | 再放送                  |
| 169 | 12月1日  | 19:00 - 20:55 | 劇場版シティーハンター 新宿プライベート・アイズ                                   | 再放送                  |
| 170 | 12月8日  | 19:00 - 22:00 | スラムダンク                                                                      | 再放送                  |
| 170 | 12月8日  | 19:00 - 22:00 | スラムダンク 全国制覇だ! 桜木花道                                                 | 再放送                  |
| 170 | 12月8日  | 19:00 - 22:00 | スラムダンク 湘北最大の危機! 燃えろ桜木花道                                       | 再放送                  |
| 170 | 12月8日  | 19:00 - 22:00 | スラムダンク 吠えろバスケットマン魂!! 花道と流川の熱き夏                          | 再放送                  |
| 171 | 12月15日 | 19:00 - 21:00 | ボルテスV レガシー                                                                | 実写映画                |
| 172 | 12月22日 | 19:00 - 21:00 | ルパン三世VS名探偵コナン                                                          | 再放送                  |

| #   | 放送日            | 放送時間      | タイトル                                                     | 備考                                |
| --- | ----------------- | ------------- | ------------------------------------------------------------ | ----------------------------------- |
| 173 | 2月16日           | 19:00 - 21:25 | 魔神英雄伝ワタル 七魂の龍神丸 -再会-                         | Webアニメの特別編集版               |
| 174 | 2月23日           | 19:00 - 21:00 | 劇場版 夏目友人帳 〜うつせみに結ぶ〜                         | 再放送                              |
| 175 | 3月16日           | 19:00 - 21:30 | 宇宙戦艦ヤマト2199 追憶の航海                                | 再放送                              |
| 176 | 3月23日           | 19:00 - 21:15 | 宇宙戦艦ヤマト2199 星巡る方舟                                | 再放送                              |
| 177 | 3月30日           | 19:00 - 20:55 | ルパン三世VSキャッツ・アイ                                   | Webアニメ                           |
| 178 | 4月6日            | 19:00 - 20:55 | ヴァイオレット・エヴァーガーデン 特別編集版                  | TVシリーズの特別編集版              |
| 179 | 4月13日           | 19:00 - 20:50 | ヴァイオレット・エヴァーガーデン 外伝 - 永遠と自動手記人形 - |                                     |
| 180 | 4月20日           | 19:00 - 21:25 | 劇場版 ヴァイオレット・エヴァーガーデン                      |                                     |
| 181 | 6月1日            | 19:00 - 21:30 | DEATH NOTE デスノート                                        | 再放送                              |
| 182 | 6月8日            | 18:30 - 21:15 | DEATH NOTE デスノート the Last name                          | 再放送                              |
| 183 | 6月15日           | 19:00 - 21:00 | ボルテスV レガシー                                           | 再放送                              |
| 184 | 6月22日           | 19:00 - 21:00 | ルパン三世 ルパンVS複製人間                                  |                                     |
| 185 | 7月13日           | 19:00 - 21:25 | 魔神英雄伝ワタル 七魂の龍神丸 -再会-                         | 再放送                              |
| 186 | 7月20日           | 19:00 - 22:00 | 重戦機エルガイムI II III 総集編                              | OVA全3話を放送。                    |
| 187 | 7月27日           | 19:00 - 20:55 | ルパン三世VSキャッツ・アイ                                   | 再放送                              |
| 188 | 8月10日           | 19:00 - 20:30 | ジャングル大帝 劇場版（1966）                                | デジタルリマスター版                |
| 189 | 8月24日 - 9月14日 | 19:00 -       | 機動戦士ガンダムUC                                           | OVA 全7話を2話ずつ(最終週は1話)放送 |

| #  | 放送日         | 放送時間           | タイトル                                  | 備考                                                    |
| -- | -------------- | ------------------ | ----------------------------------------- | ------------------------------------------------------- |
| 1  | 2021年7月18日  | 日曜 19:00 - 21:00 | 劇場版 夏目友人帳 〜うつせみに結ぶ〜      | 夏休み特別企画「BS12 アニメの夏っ!」として放送。        |
| 2  | 2021年7月19日  | 月曜 19:00 - 20:50 | きみの声をとどけたい                      | 夏休み特別企画「BS12 アニメの夏っ!」として放送。        |
| 3  | 2021年7月20日  | 火曜 19:00 - 21:15 | ペンギン・ハイウェイ                      | 夏休み特別企画「BS12 アニメの夏っ!」として放送。        |
| 4  | 2021年7月21日  | 水曜 19:00 - 20:45 | リズと青い鳥                              | 夏休み特別企画「BS12 アニメの夏っ!」として放送。        |
| 5  | 2021年7月22日  | 木曜 19:00 - 20:45 | 劇場版 弱虫ペダル                         | 夏休み特別企画「BS12 アニメの夏っ!」として放送。        |
| 6  | 2021年7月23日  | 金曜 19:00 - 21:30 | 河童のクゥと夏休み                        | 夏休み特別企画「BS12 アニメの夏っ!」として放送。        |
| 7  | 2021年12月31日 | 金曜 19:00 - 21:15 | 超時空要塞マクロス 愛・おぼえていますか   | 再放送                                                  |
| 8  | 2023年10月8日  | 日曜 18:20 - 20:20 | キングコング対ゴジラ                      | 特撮映画 「日曜ゴジラ劇場」としての放送                 |
| 8  | 2023年10月8日  | 日曜 20:20 - 22:00 | メカゴジラの逆襲                          | 特撮映画 「日曜ゴジラ劇場」としての放送                 |
| 9  | 2023年10月15日 | 日曜 19:00 - 21:10 | ゴジラvsビオランテ                        | 特撮映画 「日曜ゴジラ劇場」としての放送                 |
| 10 | 2023年10月22日 | 日曜 19:00 - 21:05 | ゴジラvsデストロイア                      | 特撮映画 「日曜ゴジラ劇場」としての放送                 |
| 11 | 2023年10月29日 | 日曜 19:00 - 21:10 | ゴジラ2000 ミレニアム                     | 特撮映画 「日曜ゴジラ劇場」としての放送                 |
| 12 | 2023年11月5日  | 日曜 19:00 - 21:05 | ゴジラ・モスラ・キングギドラ 大怪獣総攻撃 | 特撮映画 「日曜ゴジラ劇場」としての放送                 |
| 13 | 2024年4月14日  | 日曜 19:00 - 21:10 | GODZILLA ゴジラ                           | 特撮映画 「日曜ゴジラ劇場～ハリウッド編～」としての放送 |
| 14 | 2024年4月21日  | 日曜 19:00 - 21:10 | ゴジラvsコング                            | 特撮映画 「日曜ゴジラ劇場～ハリウッド編～」としての放送 |

## テーマ曲
- 当初はスウィング・アウト・シスターの楽曲『あなたにいてほしい（en:Now You’re Not Here）』のイントロ部分をオープニング・エンディングテーマとして使用。下記のオープニング変更後も、エンディングは引き続きこの曲が使用されている。オープニング映像は、新宿や秩父などのアニメの聖地がスライドショー形式で変わる映像が使用されていた。

- 2021年3月28日放送回よりオリジナルテーマ曲を使用。オープニングアニメのキャラクターデザインは窪之内英策[3] 。

## 関連番組
- 土曜洋画劇場 - 土曜日に放映されている映画番組。洋画は基本字幕版で放送。ごく稀に邦画が放送される場合もある。
- アニメ26 - 2021年1月より新設された深夜アニメ枠。